# شهرستان آلن (کانزاس)
شهرستان آلن، کانزاس (به انگلیسی: Allen County, Kansas) شهرستانی در ایالات متحده آمریکا است که در کانزاس واقع شده‌است.